# 김신 (발해)
김신(金神, ?~?)은 발해의 유민이다.

## 생애
발해가 멸망한 뒤인 928년 3월에 발해의 유민 60여 호를 거느리고 고려로 망명했다. 발해에서 구체적으로 어떤 인물이었는지는 알 수 없지만 발해 유민 60여 호를 이끌고 왔다는 점과 《고려사》에서 그의 이름이 따로 언급된 점을 보아 귀족이거나 발해 지배층 인물로 추정된다.